# Chacana
Chacana je masivní, silně erodovaný vulkanický komplex sestávající z rozlehlé kaldery (32 × 22 km) a několika lávových dómů, ležící v Ekvádoru. Vznikl v pliocénu až holocénu ve třech cyklech. Počáteční aktivita nastala před 30 000 až 21 000 lety. Četné lávové dómy jsou zdrojem explozivních erupcí od holocénu až po 18. století.
Komplex je tvořen horninami s různým složením: od andezitů až po ryolity. Blízko kaldery, směrem na jihovýchod se nachází stratovulkán Antisana.